# Ichneumon melanopygus
Ichneumon melanopygus là một loài tò vò trong họ Ichneumonidae.